# Pléchâtel

Pléchâtel este o comună în departamentul Ille-et-Vilaine, Franța. În 1 ianuarie 2022 avea o populație de 2.796 de locuitori.